# Alex La Guma
Alex La Guma (Cidade do Cabo, 20 de fevereiro de 1925 – Havana, 11 de outubro de 1985) foi um escritor sul-africano, líder da Organização Sul-Africana do Povo Colorido (SACPO) e réu no Julgamento por Traição. Suas obras ajudaram a caracterizar o movimento contra o apartheid na África do Sul. La Guma foi agraciado com Prémio de Literatura Lotus de 1969.

## Biografia
La Guma nasceu no Distrito Seis, na Cidade do Cabo. Era filho de James La Guma, uma figura líder no Sindicato Industrial e Comercial dos Trabalhadores e do Partido Comunista Sul-Africano.
La Guma frequentou a Escola Trafalgar no Distrito Seis , na Cidade do Cabo. Depois de se formar numa escola técnica em 1945, tornou-se membro ativo do Sindicato dos Trabalhadores Industriais da Empresa de Caixas Metálicas. Foi demitido depois de organizar uma greve, e tornou-se ativo na política, juntando-se à Liga de Jovens Comunistas, em 1947, e ao Partido Comunista Sul-Africano, em 1948. Em 1956, ajudou a organizar os representantes da África do Sul que elaboraram a Carta da Liberdade, e, consequentemente, foi um dos 156 acusado no Julgamento por Traição no mesmo ano. Publicou o seu primeiro conto, "Nocturn", em 1957. Em 1960, começou a escrever para a New Age, um jornal progressivo, e em 1962, ele foi colocado sob prisão domiciliária. Antes dos seus cinco anos de prisão poderem ser terminar, foi aprovado o Acto Sem Julgamento, e ele e sua esposa foram colocados em uma cela solitária. Na sua libertação da prisão, eles voltaram para a casa de detenção. Ele, juntamente com sua esposa Blanche e seus dois filhos, foi para o exílio para o Reino Unido em 1966. La Guma passou o resto de sua vida no exílio. Foi o principal representante do Congresso Nacional Africano, no Caribe, no momento de sua morte Havana, Cuba, em 1985. Em 1984, ele foi nomeado Oficial das Artes e Letras pelo Ministério da Cultura francês.
Apesar de La Guma ter sido uma inspiração e inspirado pela crescente resistência ao apartheid, nomeadamente o Movimento de Consciência Negra, a sua ligação a estes grupos foi indireta.

## Principais obras
As obras de La Guma obras incluem o seguinte:
- Um Passeio na noite e outros contos - no original A Walk in the Night and Other Stories, (1962), Mbari (Publishers), Ibadan, Nigeria.
- And a Threefold Cord (1964), (East) Berlin, GDR: Seven Seas Publishers.
- País de Pedra - no original The Stone-Country (1967), (East) Berlin, GDR: Seven Seas Publishers.
- A Luz que Rompe das Trevas - no original In the Fog of the Seasons' End (1972), London: Heinemann.
- A Soviet Journey (1978), Moscow: Progress Publishers.
- Tempo da Morte Cruel - no original Time of the Butcherbird (1979), London: Heinemann.

## Ler mais
- Kathleen M. Balutansky. The Novels of Alex La Guma: The Representation of a Political Conflict. Three Continents Press (1990)
- Roger Field. Alex La Guma: A Literary and Political Biography. Woodbridge, UK: James Currey (2010)
- Chandramohan, Balasubramanyam, A Study in Trans-Ethnicity in Modern South Africa: The Writings of Alex La Guma, 1925-1985. Lewiston, New York and Lampeter, Wales: Mellen Research University Press, 1992.
- Tribute to Alex La Guma in Rixaka, cultural journal of ANC, No. 3/86